# Elektrisk udstyr
Elektrisk udstyr inkluderer alle elektricitetsdrevne maskiner. Det består typisk af en lukket boks med en række elektroniske komponenter og en omskifter. Eksempler på elektrisk udstyr inkluderer:
- Større elapparater
- Mikrocontrollere
- Elektrisk værktøj
- Mindre elapparater

Mere specifikt refererer elektrisk udstyr ofte kun til komponenter, som udgør en del af elektricitetsnettet fx:
- Eltavler
- Gruppetavler
- Relæer og afbrydere
- Elmålere
- Transformere